# Nasrullah Babar
Nasrullah Babar ou Naseerullah Babar (en ourdou : نصيرالله خان بابر), né en 1928 et mort le 10 janvier 2011, est un général deux étoiles de l'armée pakistanaise.
Il est ministre de l'Intérieur de 1993 à 1996 dans le second gouvernement de Benazir Bhutto. 
À ce titre, il a joué un rôle important dans l'émergence du mouvement taliban en Afghanistan.